# (523627) 2008 QB43
(523627) 2008 QB43, também escrito como (523627) 2008 QB43, é um objeto transnetuniano que está localizado no cinturão de Kuiper, uma região do Sistema Solar. O mesmo possui uma magnitude absoluta de 6,0 e tem um diâmetro com cerca de 278 km. O astrônomo Mike Brown lista este corpo celeste em sua página na internet como um candidato a possível planeta anão.

## Descoberta
(523627) 2008 QB43 foi descoberto no dia  25 de agosto de 2008.

## Órbita
A órbita de (523627) 2008 QB43 tem uma excentricidade de 0,187 e possui um semieixo maior de 42,536 UA. O seu periélio leva o mesmo a uma distância de 56,842 UA em relação ao Sol e seu afélio a 37,370 UA.